# John Healey

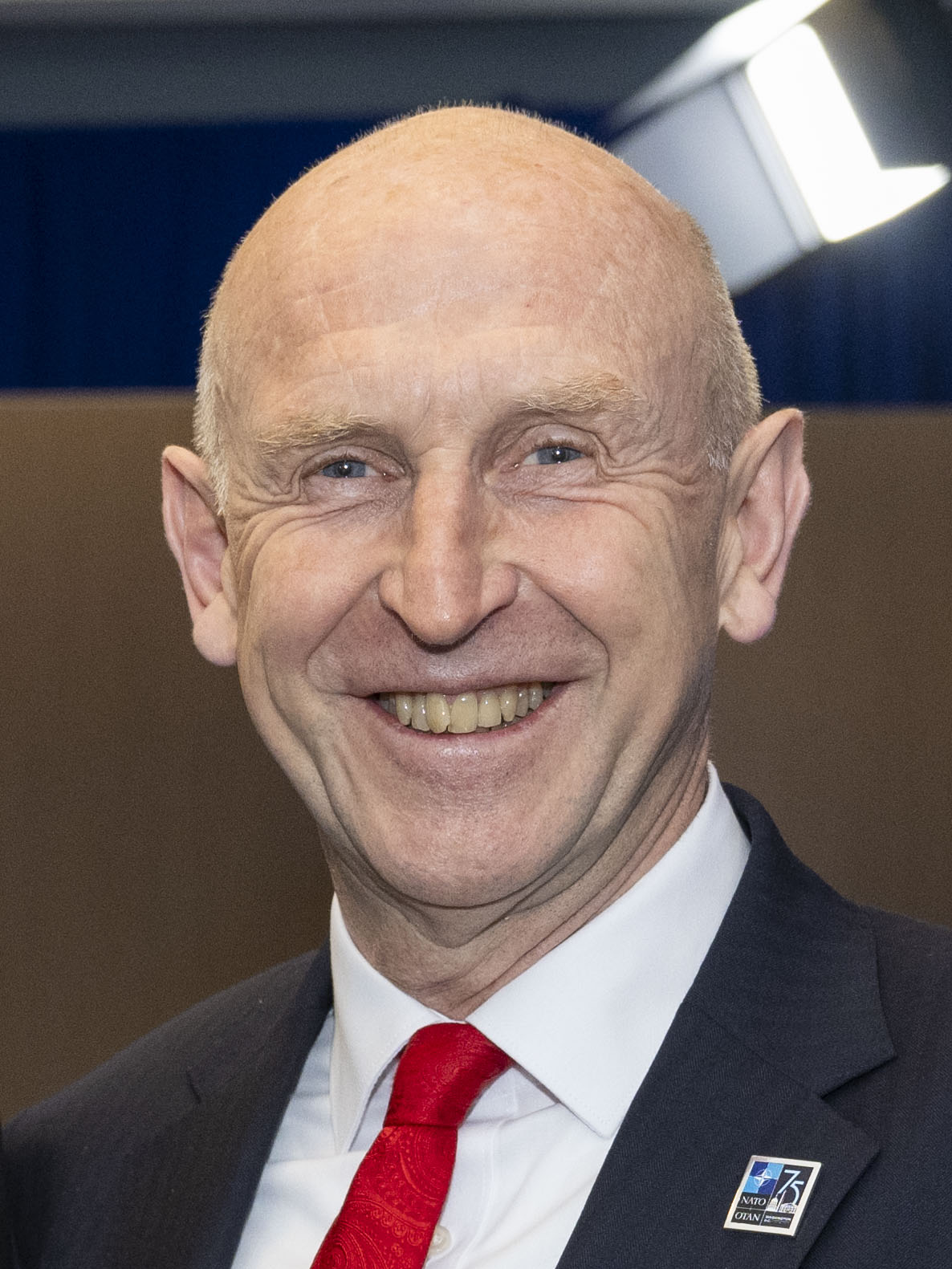
John Healey beim NATO-Gipfel in Washington 2024

John Healey (* 13. Februar 1960 in Wakefield, West Yorkshire, England) ist ein britischer Politiker der Labour Party. 
Er zog nach der Unterhauswahl 1997 erstmals in das britische Unterhaus ein. Seit dem 5. Juli 2024 ist er Verteidigungsminister des Vereinigten Königreichs im Kabinett Starmer.

## Leben

### Berufliche Tätigkeiten und Unterhausabgeordneter
Nach dem Besuch der Lady Lumley’s School in Pickering sowie der St Peter’s School in York studierte Healey Sozial- und Politikwissenschaften am Christ’s College der University of Cambridge und war nach Abschluss des Studiums von 1983 bis 1984 stellvertretender Chefredakteur von The House Magazine, der internen Zeitschrift des britischen Parlaments. Er organisierte in den folgenden Jahren für verschiedene gesellschaftliche Verbände Kampagnen für Menschen mit Behinderung und war von 1989 bis 1992 Tutor an The Open University. Nach einer anschließenden Tätigkeit als Kommunikationsdirektor bei der Gewerkschaft Manufacturing, Science and Finance (MSF) war er von 1994 bis 1997 Direktor für Kampagnen beim Trades Union Congress (TUC), dem Dachverband der britischen Gewerkschaften.
Nachdem er bei den Unterhauswahlen 1992 im Wahlkreis Ryedale erfolglos für einen Sitz im Unterhaus kandidiert hatte, wurde er bei der Unterhauswahl am 1. Mai 1997 im Wahlkreis Wentworth erstmals ins Unterhaus gewählt und gehört diesem seither an, wobei er seit den Unterhauswahlen vom 6. Mai 2010 den Wahlkreis Wentworth and Dearne vertritt. Zu Beginn seiner Unterhauszugehörigkeit war er von 1997 bis 1999 Mitglied des Unterhausausschusses für Bildung und Beschäftigung sowie von dessen Unterausschuss für Beschäftigung und dann von 1999 bis 2001 Parlamentarischer Sekretär von Schatzkanzler Gordon Brown.

### Regierungsämter und Oppositionspolitiker
Im Juni 2001 übernahm er als „Juniorminister“ sein erstes Regierungsamt, als er zum Parlamentarischen Unterstaatssekretär im Ministerium für Bildung und Leistungsfähigkeit ernannt wurde und dort bis Mai 2002 für die Leistungsfähigkeit von Erwachsenen zuständig war. Im Anschluss erfolgte seine Ernennung zum Wirtschaftssekretär im Schatzamt (Economic Secretary to the Treasury) und übte dieses Amt bis Mai 2005 aus. Während dieser Zeit war er von Dezember 2004 bis April 2005 Mitglied des Parlamentsausschusses für die Überarbeitung von Steuergesetzen und von Mai 2005 bis Juni 2007 Finanzsekretär im Schatzamt (Financial Secretary to the Treasury) sowie zeitgleich Mitglied des Unterhausausschusses für öffentliche Haushalte und erneut von Dezember 2005 bis Januar 2009 Mitglied des Parlamentsausschusses für die Überarbeitung von Steuergesetzen.
Im Juni 2007 wurde Healey Staatsminister im Ministerium für Gemeinden und Kommunalverwaltung und war als solcher bis Juni 2009 für den Bereich Kommunalverwaltung verantwortlich. Zwischen Juni und September 2009 war er Staatsminister im Ministerium für Gemeinden und Kommunalverwaltung mit der Zuständigkeit für Wohnungsbau und danach mit der Zuständigkeit für Wohnungsbau und Planung. Nachdem er von November 2009 bis März 2010 als Staatsminister im Ministerium für Gemeinden und Kommunalverwaltung keine besondere Zuständigkeit hatte, war er dort zuletzt wieder bis zum Ende der Amtszeit von Premierminister Gordon Brown Staatsminister für Wohnungsbau und Planung. Zugleich war er von Juni 2008 bis Dezember 2009 Mitglied des Ausschusses des Unterhaussprechers (Speaker’s Committee) und dort zuletzt von Dezember 1980 bis Dezember 2009 Mitglied von dessen Wahlkommission.
Nach der Wahlniederlage der Labour Party bei den Unterhauswahlen vom 6. Mai 2010 wurde er in das Schattenkabinett des neuen Labour-Vorsitzenden Ed Miliband berufen und war zunächst „Schatten-Minister für Wohnungsbau“ und ist seit 2010 „Schatten-Gesundheitsminister“. Zugleich war er 2010 und 2011 Vizepräsident der Vereinigung kommunaler Verwaltungen (Local Government Association).
Seit dem 5. Juli 2024 ist Healey Verteidigungsminister im Kabinett von Premierminister Keir Starmer.